# فرنسيس لاسي
فرنسيس لاسي (19 أكتوبر 1859 - 26 مايو 1946) (بالإنجليزية: Francis Lacey)‏ هو لاعب كريكت بريطاني وبريطاني (وحمل سابقاً جنسية المملكة المتحدة لبريطانيا العظمى وأيرلندا). شارك مع منتخب إنجلترا للكريكت.

## وصلات خارجية
- فرنسيس لاسي على موقع إي آس بي آن كريك إنفو (الإنجليزية)